# John B. Kendrick
John B. Kendrick (Cherokee megye, 1857. szeptember 6. – Sheridan, 1933. november 3. vagy 1933. november 11.) az Amerikai Egyesült Államok szenátora (Wyoming, 1917–1933).